# August Van Daele
August Van Daele (San Nicolás de Flandes, 25 de febrero de 1944-8 de enero de 2017) fue un general belga, que fue Comandante del Ejército de Bélgica desde el 1 de enero de 2003 al 2 de abril de 2009.
Estudió en el Athénée Royal de Sint-Niklaas y en la École Royale des Cadets de Lier, siendo después admitido a la École Royale Militaire en 1962. El 25 de diciembre de 1964 fue nombrado subteniente. Van Daele obtuvo el diploma de ingeniero civil de la división politécnica en 1967, para a continuación empezar su carrera en las fuerzas aéreas como oficial técnico en el Centro de Perfeccionamiento de Brustem.
En 1980 fue nombrado Comandante de la Escuadra de Mantenimiento de la 10.ª Ala de Cazabombarderos de Kleine-Brogel. En 1983 fue nombrado Adjunto del Comandante del Servicio de Control y Recepciones Técnicas.
En 1985, ascendió a lugarteniente-coronel y volvió al Ala de Cazabombarderos, pero como Comandante del Grupo de Mantenimiento. Fue promovido al grado de coronel en 1990. El 26 de junio de 1994, volvió al Estado Mayor de la Fuerza Aérea en Evere, como jefe de Estado Mayor de Logística Adjunto.
Después de ascender a lugarteniente-general en 1999, ocupó, desde 2002, el cargo de director general de Recursos dentro del Estado Mayor de Defensa.
El 6 de diciembre de 2002, fue nombrado Comandante del Ejército por el consejo de ministros por un mandato de cuatro años, función que comenzó a desempeñar el 1 de enero de 2003, cuando también fue nombrado general (4 estrellas OTAN). Fue Ayudante de Campo del Rey.